# Eamonn Coghlan
Eamonn Christopher Coghlan (Drimnach, Condado de Dublin, 21 de novembro de 1952) é um antigo atleta irlandês, especialista em provas de meio-fundo longo.
Foi medalha de ouro na prova de 5000 metros dos Campeonatos Mundiais de Helsínquia em 1983.

## Carreira
Depois de ganhar alguns títulos nacionais, na categoria de juniores, em provas de 1500 e 5000 metros, Coghlan teve a oportunidade de viajar para os Estados Unidos a fim de frequentar uma bolsa na Universidade católica de Villanova (Pennsylvania). Sob a orientação do técnico James 'Jumbo' Elliott, venceu quatro títulos universitários da NCAA nos 1500 metros e na milha. Em 1975 correu pela primeira vez a milha em menos de 4 minutos, estabelecendo um novo recorde irlandês (3.56,2 min). Uma semana depois, em 17 de maio de 1975, bateu o antigo recorde da milha ao ar livre, num tempo de 3.53,3, em Kingston, na Jamaica.
Após concluir a licenciatura em Marketing e Comunicação, Coghlan permaneceu nos Estados Unidos onde se especializou em provas de pista coberta. Nestes recintos, venceu 52 das 70 provas de 1500 m e da milha em que participou entre 1974 e 1987. Quebrou o recorde mundial indoor da milha, com 3.52,6, em San Diego em 1979. Baixou-o para 3.50,6 em 1981 e voltou a batê-lo em 1983, em New Jersey, ao fazer o tempo de 3.49,78, que, ainda hoje, é a segunda melhor marca de todos os tempos (atrás do marroquino Hicham El Guerrouj) e recorde da europa.
Coghlan também bateu, em 1987, a melhor marca do mundo de uma prova pouco corrida - os 2000 metros em pista coberta -, com 4.54,07, que permaneceu como recorde mundial até 1998, ano em que Haile Gebrselassie o bateu ao fazer 4.52,86 m.
Tem o privilégio de ser, até agora, o único atleta irlandês detentor do título de Campeão do Mundo. Nos Jogos Olímpicos alcançou por duas vezes o quarto lugar em finais (nos 1500 metros em 1976 e nos 5000 metros em 1980.

## Recordes pessoais
Exterior
| Prova    | Tempo           | Data                 | Local                      |
| -------- | --------------- | -------------------- | -------------------------- |
| 1 milha  | 3.51,59 (ex-WR) | 9 de julho de 1983   | Oslo, Noruega              |
| 5.000 m  | 13.28,53        | 14 de agosto de 1983 | Helsínquia, Finlândia      |
| 10.000 m | 28.19,3         | 24 de abril de 1986  | Filadélfia, Pensilvânia    |
| maratona | 2:25.13         | 10 de julho de 1993  | New York City, Nova Iorque |

Interior
| Prova   | Tempo        | Data                    | Local                        |
| ------- | ------------ | ----------------------- | ---------------------------- |
| 1.500 m | 3.35,6       | 20 de fevereiro de 1981 | San Diego, Califórnia        |
| 1 milha | 3.49,78 (ER) | 27 de fevereiro de 1983 | East Rutherford, Nova Jérsia |
| 2.000 m | 4.54,07      | 21 de fevereiro de 1987 | Inglewood, Califórnia        |